# 쿠알라룸푸르 국제공항
쿠알라룸푸르 국제공항(영어: Kuala Lumpur International Airport, 말레이어: Lapangan Terbang Antarabangsa Kuala Lumpur, 중국어: 吉隆坡国际机场, 타밀어: கோலாலம்பூர் பன்னாட்டு வானூர்தி நிலையம், IATA: KUL, ICAO: WMKK)은 말레이시아에서 가장 큰 공항으로, 쿠알라룸푸르 도심에서 남쪽으로 약 43 km 떨어진 슬랑오르주의 남쪽 세팡에 위치하고 있다.
이 공항은 말레이시아 항공의 허브 공항이며, MAS 카고, 에어아시아, 에어아시아 X도 허브 공항으로 쓰고 있다.

## 역사
이 공항을 건설하는 데 미화 35억 달러가 들었으며, 1998년 6월 27일에 개항하였다. 또한 이 공항의 개항하기 전에 말레이시아 슬랑오르주 수방자야(영어: Subang Jaya)에 위치한 술탄 압둘 아지즈 샤 공항이 말레이시아의 관문의 역할을 했지만 이 공항이 개항이 되면서 현재는 경비행기만 취항하고 있다. 2006년 3월 24일 LCC 터미널(영어: Low Cost Carrier Terminal, 저가 항공사 터미널)이 개업하면서 에어아시아 그룹, 라이온 에어, 세부 퍼시픽의 항공편은 모두 이 터미널을 이용하고 있다.
한편 에어아시아는 2009년 1월에 에어아시아의 전용 공항 터미널인 KLIA 동부 터미널(영어: KLIA East)을 새로 건설할 계획을 밝혔으나, 말레이시아 정부에 의해 중단됐다. 2010년 9월 새로운 저가 항공사 전용 터미널인 KLIA 2 터미널을 착공했다. 활주로의 증설 공사등 계획이 변경되었고 2012년 4월에 공사를 시작해 2013년 6월 28일에 완공되었다. 2017년 2월 13일에는 김정은 조선민주주의인민공화국 최고지도자의 이복형인 김정남이 조선민주주의인민공화국 국적자들의 공작으로 인하여 신경독인 VX로 암살당하는 사건이 일어났다.

## 터미널

### 메인 터미널 외관
1998년 개항과 동시에 공용 개시했다. 216개 체크인 카운터와 20개소의 탑승 게이트가 있어 국제선과 국내선이 같은 게이트를 공용할 수 있다. 주로 국내선과 단거리 국제선이 이용하고 있다. KLIA 익스프레스의 역이 있다.
항공사나 이용 등급에 불구하고 유료로 이용할 수 있는 라운지(Plaza Premium Lounge)도 마련되고 있다.

### Satellite 터미널
27군데의 탑승 게이트가 있다. 이용객은 메인 터미널에서 에어로 트레인을 이용하여 이동한다. 국제선의 대형기, 장거리 선이 이용하고 있다. 상업 시설 외에 환승 호텔, 항공 회사 라운지 등이 있다.동일 규모의 위성을 건설할 계획이 있는 용지는 확보되어 있다.

### KLIA2
저가 항공사(LCC) 터미널 이용객이 급증하고 비좁다 2009년 1월 에어 아시아는 사임 더비사와 공동으로 느그리, 순이 비란 주 사랑에 자사 전용 공항「KLIA East@Labu」를 새로 건설할 계획을 밝혔다.당초는 운수 대신도 동의했지만, 나 집 부산 총리의 개입의 결과, 말레이시아 정부는 기존의 공항 용지 안에 새로 항구적인 LCC 터미널을 2011년 9월까지 건설하기로 결정해서 에어 아시아 쪽의 제안은 기각됐다.

### LCC 터미널(페쇄)
2006년 3월 24일 LCC 터미널(Low Cost Carrier Terminal, 저가 항공사 터미널)가 공용 개시된다. 이미 앞치마가 정비된 화물 지구의 빈 구획에 애초부터 장래의 화물상 가게에 전용을 상정한 설계로 건설된 것으로 증개축을 거쳐서 30대 분의 계류 스폿(모두 탑승 다리 없음)를 지닌 데 이르렀다. KLIA2의 개업에 의한 2014년 5월 9일자로 폐쇄됐다.

## 운항 노선

### 국제선
| 항공사                 | 도착지 |
| ---------------------- | --- |
| 말레이시아 항공        | 광저우, 다낭, 다카, 덴파사르, 델리, 도쿄(나리타), 도쿄(하네다), 도하, 런던(히드로), 마닐라, 마카사르, 말레, 메단, 메디나, 멜버른, 뭄바이, 반둥, 발릭파판, 방콕(수완나품), 베이징(다싱), 벵갈루루, 삿포로, 상하이(푸둥), 샤먼, 서울(인천), 수라바야, 시드니, 싱가포르, 아메다바드, 암리차르, 애들레이드, 양곤, 오사카(간사이), 오클랜드, 욕야카르타, 자카르타(수카르노 하타), 제다, 첸나이, 치앙마이, 카트만두, 코치, 콜롬보, 타이페이(타오위안), 트리반드룸, 파리(샤를 드 골), 퍼스, 페칸바루, 푸껫, 프놈펜, 하노이, 하이데라바드, 호치민, 홍콩(첵랍콕) |
| 바틱 에어 말레이시아   | 가오슝, 광저우, 구이린, 구이양, 끄라비, 나고야(주부), 난창, 다낭, 다카, 덴파사르, 델리, 도쿄(나리타), 두바이, 라호르, 롬복, 말레, 메단, 메디나, 멜버른, 뭄바이, 바탐, 방콕(돈므앙), 벵갈루루, 브리즈번, 상하이(푸둥), 서울(인천), 수라바야, 시드니, 싱가포르, 암리차르, 오사카(간사이), 오키나와, 자카르타(수카르노 하타), 장자제, 정저우, 청두(톈푸), 카라치, 카트만두, 코치, 쿤밍, 타슈켄트, 타이페이(타오위안), 트리치팔리, 파당, 퍼스, 푸껫, 하노이, 하이커우, 핫야이, 홍콩(첵랍콕)                                                                 |
| 에어아시아             | 가오슝, 광저우, 구와하티, 구이린, 나트랑, 난닝, 닝보, 다낭, 다카, 달랏, 덴파사르, 라부안바조, 러크나우, 롬복, 마닐라, 마카사르, 마카오, 말레, 메단, 반다르스리브가완, 반둥, 발릭파판, 방콕(돈므앙), 벵갈루루, 부바네스와르, 비엔티안, 비자하파트남, 선전, 시아누크빌, 씨엠립, 아메다바드, 암리차르, 양곤, 욕야카르타, 자이푸르, 자카르타(수카르노 하타), 제양, 첸나이, 취안저우, 치앙라이, 치앙마이, 코치, 콜롬보, 쿤밍, 트리반드룸, 트리치팔리, 파당, 파타야, 퍼스, 포트블레어, 푸꾸옥, 하노이, 하이데라바드, 호치민                                   |
| 에어아시아 X           | 나이로비, 덴파사르, 델리, 도쿄(하네다), 멜버른, 방콕(수완나품), 베이징(다싱), 삿포로, 상하이(푸둥), 서울(인천), 시드니, 시안, 알마티, 오사카(간사이), 창사, 청두(톈푸), 충칭, 타이페이(타오위안), 퍼스, 항저우, 홍콩(첵랍콕) 계절편: 제다 |
| 파이어플라이           | 난징, 하이커우 전세편: 충칭 |
| 대한항공               | 서울(인천) |
| 중국국제항공           | 베이징(수도), 청두(톈푸) |
| 중국남방항공           | 광저우, 선전, 정저우, 창사 |
| 중국동방항공           | 베이징(다싱), 난징, 상하이(푸둥), 옌타이, 우한, 쿤밍, 항저우 |
| 럭키 에어              | 리장 |
| 룽에어                 | 항저우 |
| 상하이 항공            | 상하이(푸둥) |
| 샤먼 항공              | 샤먼, 충칭, 푸저우 |
| 선전 항공              | 선전 |
| 쓰촨 항공              | 청두(톈푸), 하이커우 |
| 주위안 항공            | 구이양 |
| 칭다오 항공            | 칭다오 |
| 에어 마카오            | 마카오 |
| 캐세이퍼시픽 항공      | 홍콩 |
| 중화항공               | 타이페이(타오위안) |
| 에바 항공              | 타이페이(타오위안) |
| 스타룩스 항공          | 타이페이(타오위안) |
| 일본항공               | 도쿄(나리타) |
| 전일본공수             | 도쿄(나리타), 도쿄(하네다) |
| 미얀마 국제항공        | 양곤 |
| 로얄 브루나이 항공     | 반다르스리브가완 |
| 베트남 항공            | 하노이, 호치민 |
| 비엣젯 항공            | 호치민 |
| 싱가포르 항공          | 싱가포르 |
| 스쿠트                 | 싱가포르 |
| 가루다 인도네시아 항공 | 자카르타(수카르노 하타) |
| 바틱 에어              | 자카르타(수카르노 하타), 메단 |
| 시티링크               | 자카르타(수카르노 하타) |
| 에어아시아 인도네시아  | 자카르타(수카르노 하타), 덴파사르, 롬복, 메단, 수라바야 |
| 에어아시아 캄보디아    | 프놈펜 |
| 캄보디아 항공          | 프놈펜 |
| 타이 항공              | 방콕(수완나품) |
| 타이 에어아시아        | 방콕(돈므앙), 방콕(수완나품), 핫야이 |
| 필리핀 항공            | 마닐라 |
| 세부퍼시픽             | 마닐라 |
| 에어아시아 필리핀]     | 마닐라 |
| 네팔 항공              | 카트만두 |
| 히말라야 항공          | 카트만두 |
| 비만 방글라데시 항공   | 다카 |
| US-방글라 항공         | 다카 |
| 스리랑카 항공          | 콜롬보 |
| 에어 인디아            | 델리 |
| 인디고 항공            | 첸나이 |
| 사우디아               | 리야드, 메디나, 제다 |
| 에미레이트 항공        | 두바이 |
| 에티하드 항공          | 아부다비 |
| 에어 아라비아          | 샤르자 |
| 오만 항공              | 무스카트 |
| 살람에어               | 계절편: 무스카트 |
| 이라크 항공            | 바그다드 |
| 카타르 항공            | 도하 |
| 쿠웨이트 항공          | 쿠웨이트 시티 - (2025년 3월 30일 재취항) |
| 파키스탄 국제항공      | 이슬라마바드, 라호르 |
| 우즈베키스탄 항공      | 타슈켄트 |
| 투르크메니스탄 항공    | 아시가바트 |
| 에어 모리셔스          | 포토루이스 |
| 에티오피아 항공        | 아다스아바바 |
| 영국항공               | 런던(히드로) |
| KLM                    | 암스테르담, 자카르타(수카르노 하타) |
| 터키항공               | 이스탄불(아르나부코이) |

### 국내선
| 항공사               | 도착지 |
| -------------------- | --- |
| 말레이시아 항공      | 라부안, 랑카위, 미리, 빈툴루, 사다칸, 알로르세타, 조호르바루, 코타바루, 코타키나발루, 쿠안탄, 쿠알라트렝가누, 쿠칭, 타와우, 페낭 |
| 바틱 에어 말레이시아 | 랑카위, 시비우, 알로르세타, 조호르바루, 코타바루, 코타키나발루, 쿠칭, 타와우, 페낭                                               |
| 에어아시아           | 라부안, 랑카위, 미리, 빈툴루, 사다칸, 알로르세타, 조호르바루, 코타바루, 쿠알라트렝가누, 쿠칭, 타와우, 페낭                       |
| 에어아시아 X         | 계절편: 코타키나발루 |
| 파이어플라이         | 페낭 |

### 화물 노선
| 항공사            | 도착지 |
| ----------------- | --- |
| MAS 카고          | 광저우, 델리, 도쿄(나리타), 도하, 두바이(알막툼), 라부안, 마닐라, 마카오, 뭄바이, 방콕(수완나품), 벵갈루루, 상하이(푸둥), 시드니, 시비우, 암스테르담, 자카르타(수카르노 하타), 첸나이, 충칭, 코타키나발루, 쿠칭, 타이페이(타오위안), 페낭, 하노이, 호치민, 홍콩(첵랍콕) |
| 에어아시아 카고   | 코타키나발루, 쿠칭, 홍콩(첵랍콕) |
| 대한항공 카고     | 서울(인천), 페낭 |
| 에어제타          | 서울(인천), 하이커우 |
| SF 항공           | 선전 |
| YTO 카고 항공     | 난닝, 항저우 |
| 중화항공 카고     | 타이페이(타오위안), 페낭 |
| 마이 인도 항공    | 자카르타(수카르노 하타) |
| 카고룩스          | 룩셈부르크 시티, 두바이(알막툼), 시카고(오헤어), 싱가포르, 정저우 |
| 터키항공 카고     | 이스탄불(아르나부코이), 호치민 |
| 페덱스 익스프레스 | 광저우, 도쿄(나리타), 로스앤젤레스, 싱가포르, 앵커리지, 페낭 |
| UPS 항공          | 선전, 페낭 |

## 연계 교통

### 철도 교통
- KLIA 익스프레스 - 터미널 빌딩 지하에서 쿠알라룸푸르 중앙역까지 운행하며 논스톱으로 28분 소요된다. 요금은 어른 기준으로 RM 35로 LCC 터미널에서 살라크 부기팅기 역까지 셔틀 버스를 이용해 KLIA 트랜시트와 환승이 가능하다.
- KLIA 트랜시트

### 도로 교통
- 고속도로
- 택시 - 세단형과 벤츠를 사용한 력서리형, 스테이션 웨건, 미니밴의 택시를 운행하고 있다. 주로 택시 페어 쿠폰(영어: Taxi Fare Coupon) 발매소에서 쿠폰권을 발매하며 쿠알라룸푸르 시내까지의 요금은 어른 기준으로 RM 100으로 그 외 유형은 RM 200이다.
- 렌터카
- 버스 - LCC 터미널에서 쿠알라룸푸르 중앙역까지 와 [깨진 링크(과거 내용 찾기)]의 2개의 회사가 공항버스를 운행하고 있다. SKYBUS의 경우 소요 시간 75분으로 요금은 어른 기준으로 RM 9인 반면 AEROBUS는 소요 시간 60분에 요금의 경우 어른 기준으로 RM 8로 AEROBUS가 싸다. 또한 말레이 반도를 비롯해 싱가포르를 잇는 장거리 버스를 운영하고 있으며 LCCT·KLIA터미널부터 스타 셔틀이 운행되고 있다. 그 밖에 터미널간 연결하는 나디 KLIA 에어포트 라이너(영어: Nadi KLIA/Airport Liner)를 운행하고 있으며 이 버스는 메인 터미널(KLIA)과 LCC 터미널(LCCT)간 운행하고 있다. 소요 시간 약 15분에서 22분이 걸리며 요금은 어른 기준으로 RM 2.50으로 공항버스보다 저렴하다.

## 통계

### 연간 통계
| 년도 | 승객(수)   | 항공기 운항(편) | 화물(톤) |
| ---- | ---------- | --------------- | -------- |
| 1998 | 6,524,405  | 64,123          | 156,641  |
| 1999 | 13,172,635 | 116,589         | 417,068  |
| 2000 | 14,732,876 | 109,925         | 510,594  |
| 2001 | 14,538,831 | 113,590         | 440,864  |
| 2002 | 16,398,230 | 127,952         | 527,124  |
| 2003 | 17,454,564 | 139,590         | 586,195  |
| 2004 | 21,058,572 | 165,115         | 651,747  |
| 2005 | 23,213,926 | 182,537         | 653,654  |
| 2006 | 24,129,748 | 183,869         | 672,888  |
| 2007 | 26,453,379 | 193,710         | 644,100  |
| 2008 | 27,529,355 | 211,228         | 649,077  |
| 2009 | 29,682,093 | 226,751         | 584,559  |
| 2010 | 34,087,636 | 245,650         | 674,902  |
| 2011 | 37,704,510 | 269,509         | 669,849  |
| 2012 | 39,887,866 | 283,352         | 673,107  |

### 국제선 수요
| 순위 | 도시                    | 승객 수   | % 변동률 2011년/2012년 |
| ---- | ----------------------- | --------- | ---------------------- |
| 1    | 싱가포르                | 3,110,166 | 5.6                    |
| 2    | 자카르타(수카르노 하타) | 1,843,397 | 18.8                   |
| 3    | 방콕(수완나품)          | 1,454,245 | 1.1                    |
| 4    | 홍콩                    | 1,309,000 | 0.5                    |
| 5    | 덴파사르/발리           | 782,861   | 1.5                    |
| 6    | 호치민                  | 733,523   | 12.0                   |
| 7    | 타이페이(도원)          | 695,284   | 6.2                    |
| 8    | 멜버른                  | 635,105   | 7.7                    |
| 9    | 두바이                  | 631,210   | 2.6                    |
| 10   | 광저우                  | 608,533   | 2.1                    |
| 11   | 메단                    | 585,430   | 10.3                   |
| 12   | 푸껫                    | 574,935   | 10.6                   |
| 13   | 서울(인천)              | 565,936   | 9.0                    |
| 14   | 수라바야                | 521,061   | 5.5                    |
| 15   | 시드니                  | 506,610   | 32.8                   |
| 16   | 런던(히드로)            | 486,427   | 12.2                   |
| 17   | 첸나이                  | 478,506   | 8.1                    |
| 18   | 퍼스                    | 466,457   | 3.7                    |
| 19   | 다카                    | 446,024   | 17.0                   |
| 20   | 마닐라                  | 423,905   | 31.7                   |
| 21   | 콜롬보                  | 403,358   | 20.6                   |
| 22   | 암스테르담              | 389,849   | 1.8                    |
| 23   | 베이징(수도)            | 389,567   | 58.1                   |
| 24   | 상하이(푸둥)            | 381,174   | 0.8                    |
| 25   | 도하                    | 358,643   | 43.5                   |
| 26   | 반둥                    | 335,766   | 6.6                    |
| 27   | 도쿄(나리타)            | 318,357   | 8.8                    |
| 28   | 제다                    | 311,508   | 11.5                   |
| 29   | 반다르세리베가완        | 310,709   | 7.3                    |
| 30   | 프놈펜                  | 293,236   | 11.4                   |

## 기타
- 이슬람교를 위해 기도실이 있다.
- 메인 터미널과 건물 사이 셔틀 열차인 에어로 트레인이 연결되어 있다.
- 건물 내에 호텔이 위치해 있다.
- 공항에서 무료 와이파이 인터넷 서비스가 제공되고 있다.

## 사진

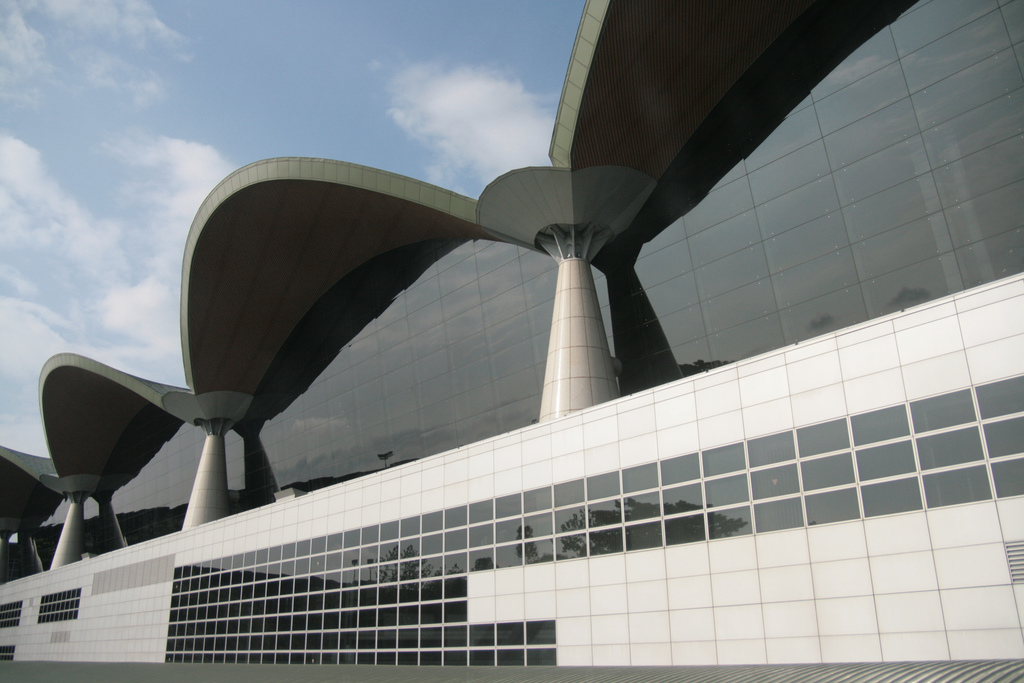
메인 터미널 외관
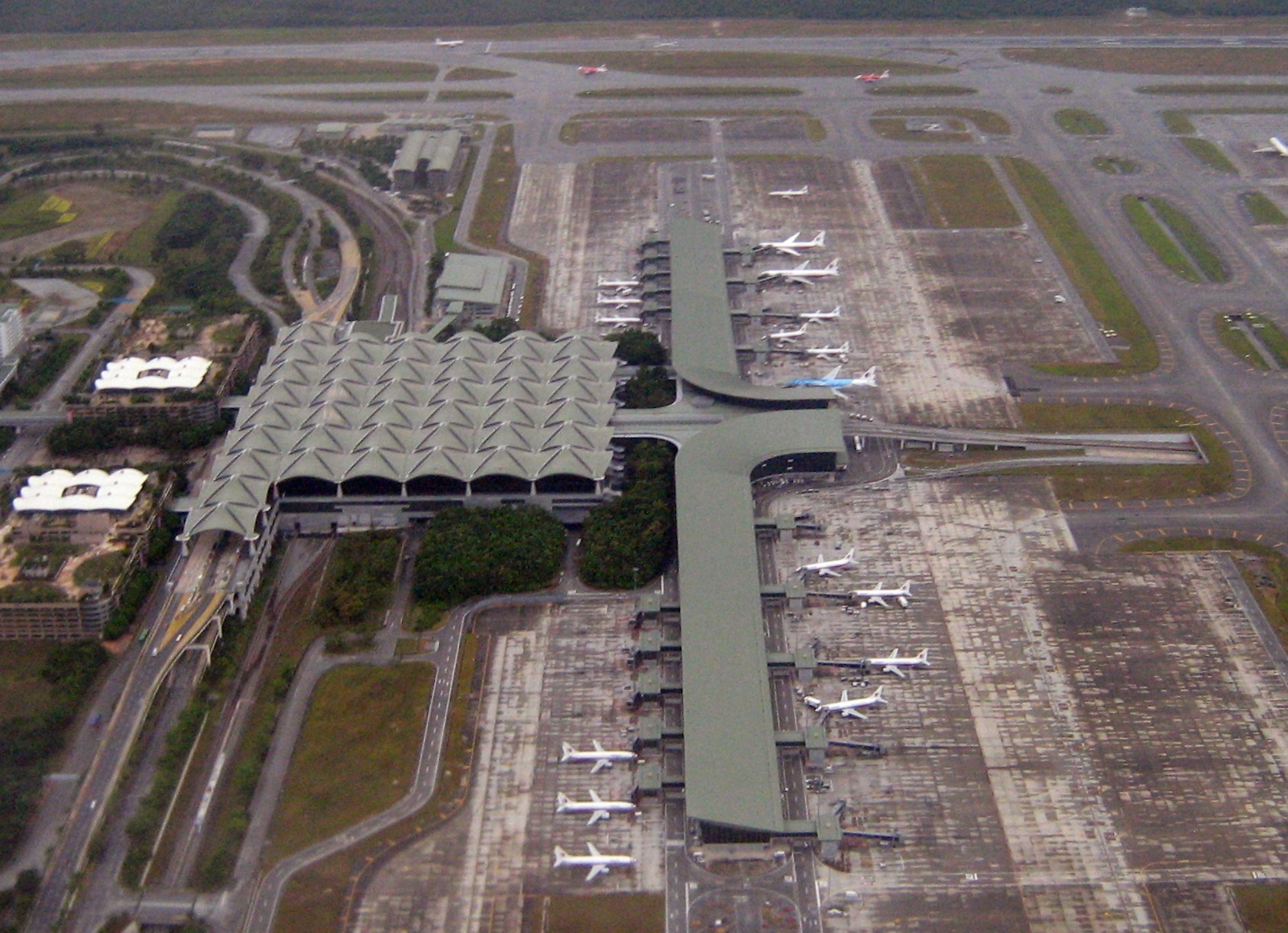
메인 터미널 전경
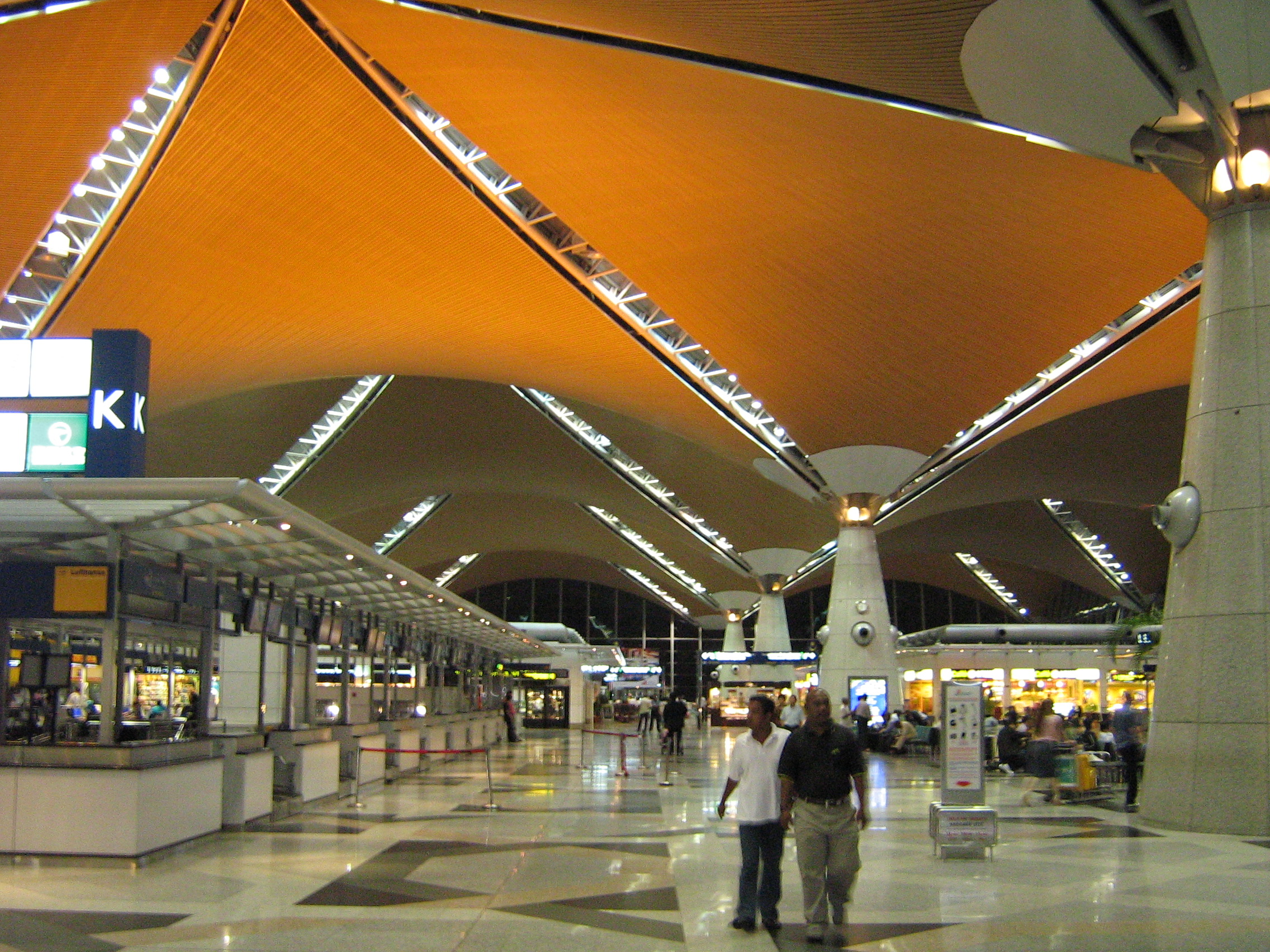
메인 터미널 내부
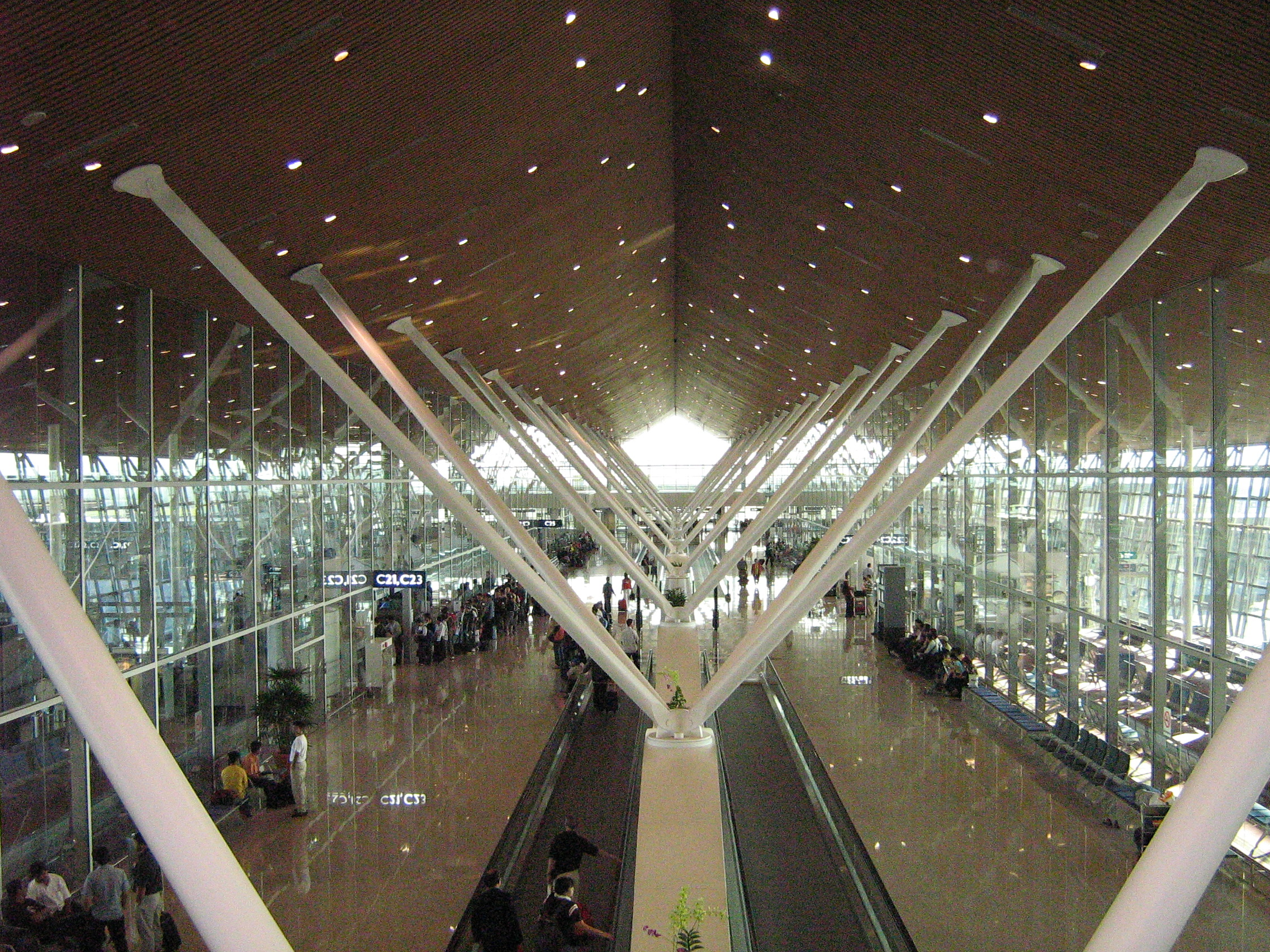
셔틀 라이트 내부
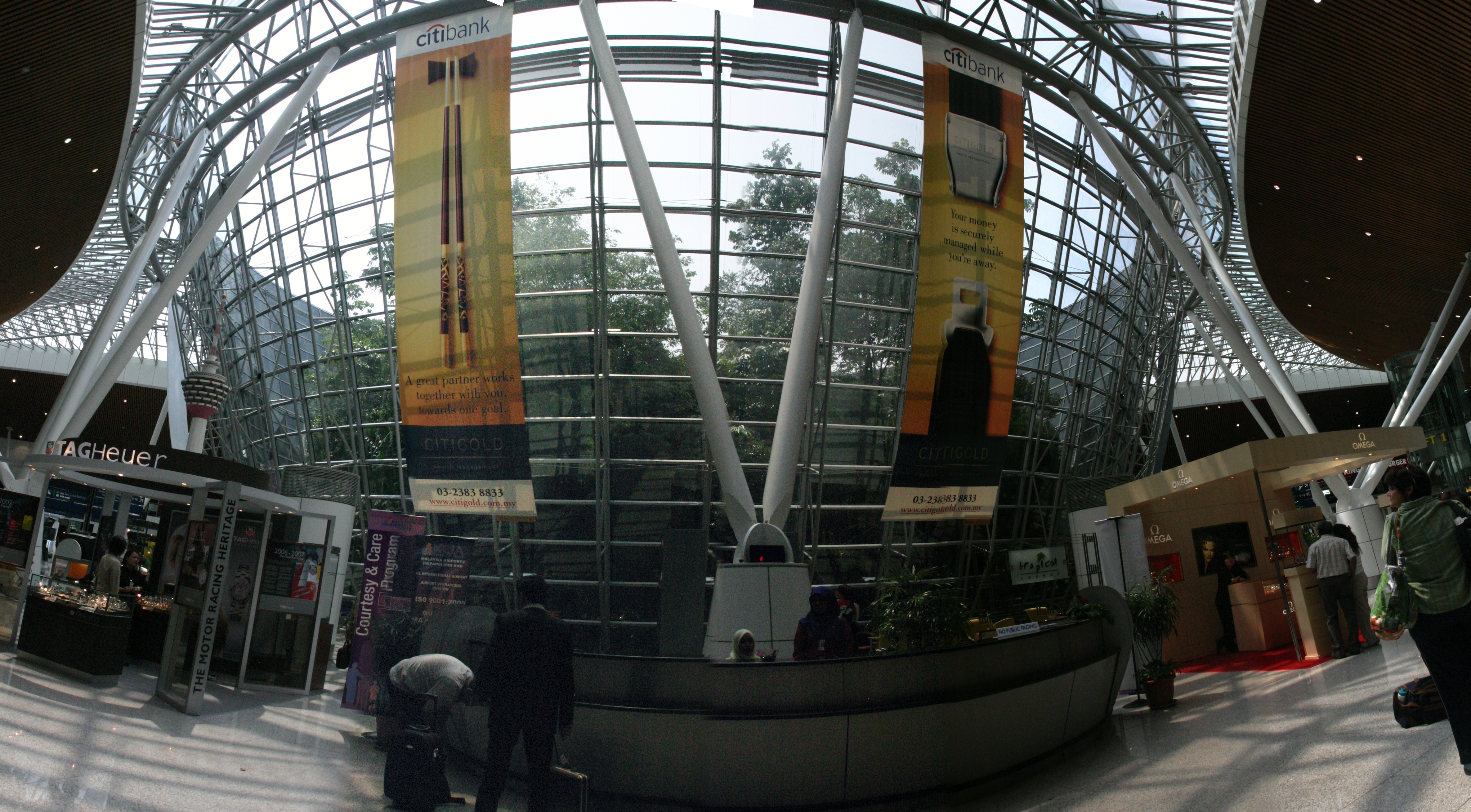
셔틀 라이트 센터
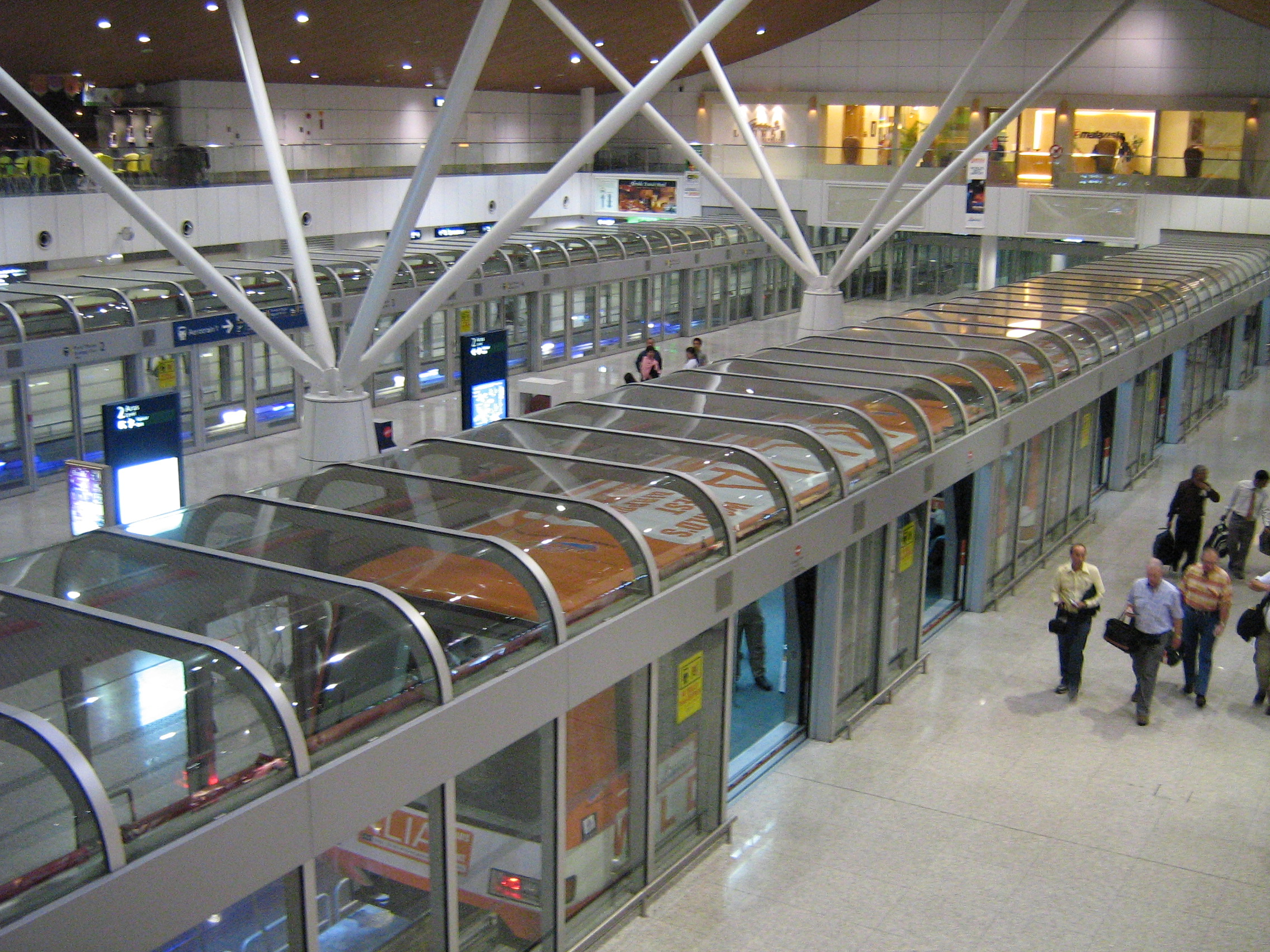
메인 터미널과 위성을 연결하는 에어로 트레인 승강장
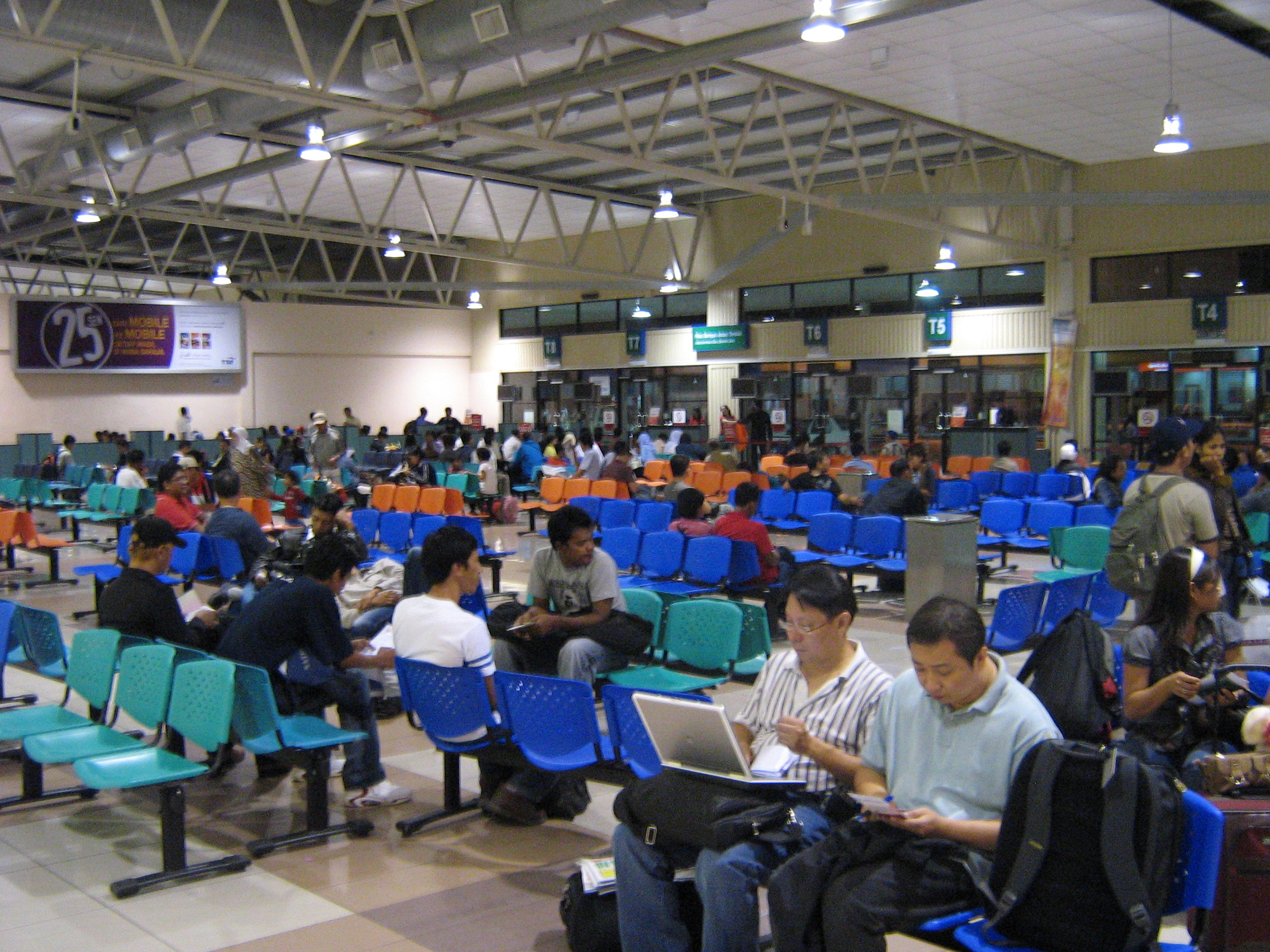
LCCT 터미널
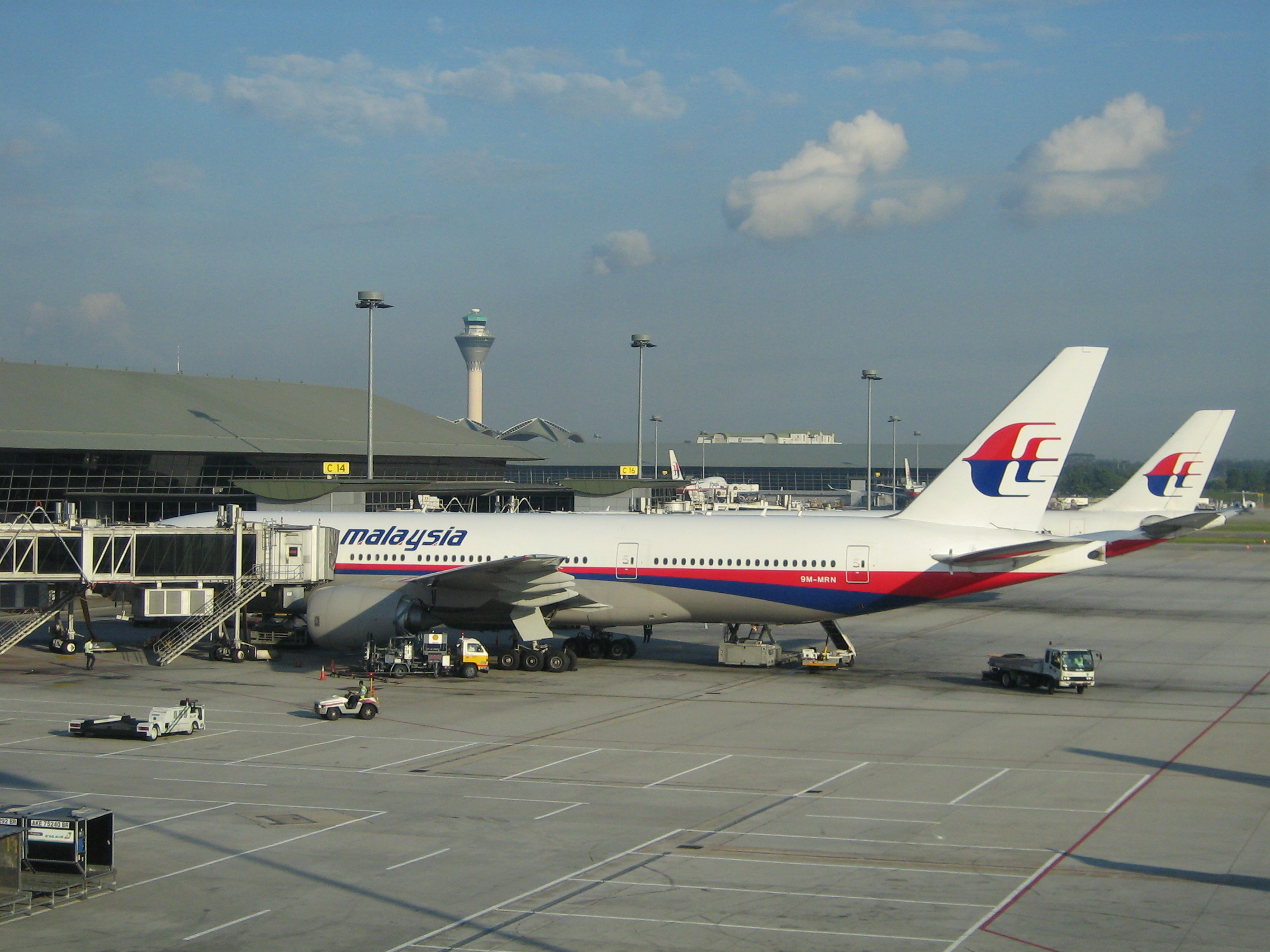
말레이시아 항공의 보잉 777-200ER
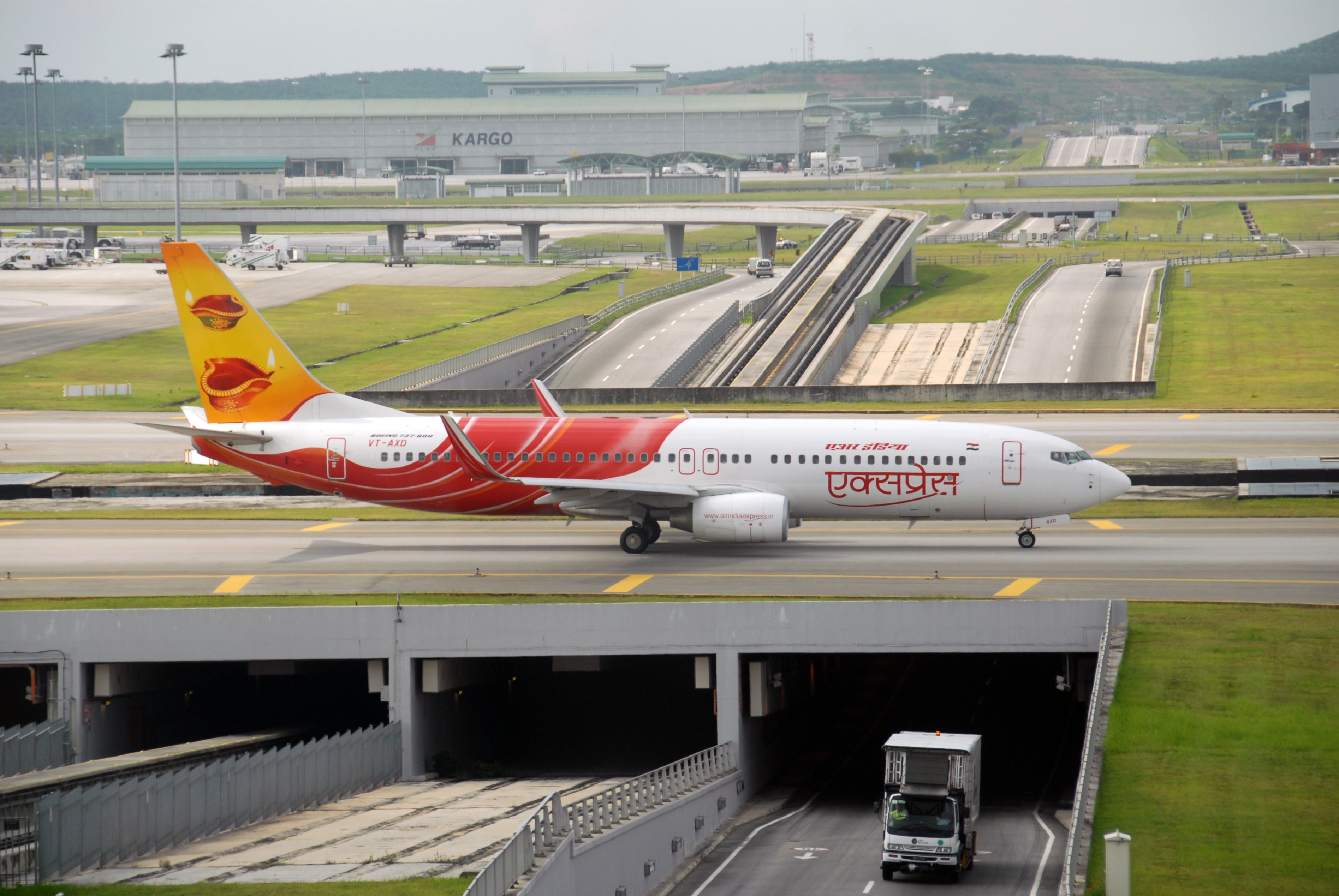
에어 인디아 익스프레스의 보잉 737-800

## 바로 가기
- 공식 홈페이지 (영어)